# Arsenij Zakrevskij
Arsenij Andrejevitj Zakrewskij (ryska: Граф Арсе́ний Андре́евич Закре́вский), född 24 september 1786 på släktegendomen Bernjikovo i guvernementet Tver, död 23 januari 1865 i Florens, var rysk greve, militär och Finlands generalguvernör.
Zakrevskij deltog i flera fälttåg, bland annat i finska kriget som general Nikolaj Kamenskijs adjutant och avancerade till infanterigeneral 1829. Han blev Finlands generalguvernör 1823. Zakrevskij började kraftfullt att forma Finlands förhållanden efter kejserliga militärförvaltningens modell. Vid skiftet av generalguvernör 1825 sökte han kräva trohetsed till kejsaren i rysk stil av finländarna. Men detta misslyckades efter att statssekreteraren Robert Henrik Rehbinder fått Nikolaj I att förstärka storfurstendömets grundlagar. 1828 blev han Rysslands inrikesminister och kom att leda sitt ämbete i Finland från S:t Petersburg. 1827 bildade han skarpskyttebataljonen. 1831 entledigades han från alla uppdrag på grund av misstag han begått vid bekämpandet av en koleraepidemi.

## Utmärkelser
- Sankt Annas orden, första klass,  1814[3]
- Sankt Alexander Nevskij-orden med diamanter,  1830[3]
- Sankt Vladimirs orden, första klassen,  1851[3]
- Max-Josefsorden
- Riddare av Sankt Alexander Nevskij-orden
- Leopoldsorden
- Sankt Ludvigsorden
- Lejon- och solorden
- Nassauska Gyllene lejonets orden
- Röda örns orden
- Korset för segern vid Eylau
- Pour le Mérite
- Sankt Annas orden, första klass med briljanter
- Georgsorden, fjärde klass
- Sankt Vladimirs orden, fjärde klassen
- Vita örnens orden
- Sankt Annas orden, tredje klass
- Första graden av Lejon- och solorden
- Sankt Vladimirs orden, tredje klass
- Andreasorden
- Sankt Vladimirs orden, andra klassen
- Guldsabel "för tapperhet"
- Militärförtjänstorden

[Redigera Wikidata]